# Ferme au 6, rue de Pfettisheim à Lampertheim
Pour les articles homonymes, voir Ferme de Lampertheim.
La ferme au 6, rue de Pfettisheim est un monument historique situé à Lampertheim, dans le département français du Bas-Rhin.

## Localisation
Ce bâtiment est situé au 6, rue de Pfettisheim à Lampertheim.

## Historique
L'édifice fait l'objet d'une inscription au titre des monuments historiques depuis 2006.